# Basketball-Ozeanienmeisterschaft 1971
Die Basketball-Ozeanienmeisterschaft 1971, die erste Basketball-Ozeanienmeisterschaft, fand zwischen dem 7. und 14. August 1971 in Auckland, Rotorua sowie Christchurch, Neuseeland statt, das zum ersten Mal die Meisterschaft ausrichtete. Gewinner war die Nationalmannschaft Australiens, die zum ersten Mal, dazu noch ungeschlagen, den Titel gegen Neuseeland in der Best-of-Three Serie erringen konnte. 

## Teilnehmende Mannschaften
Australien

 Neuseeland

## Modus
Gespielt wurde in Form einer Best-of-Three Serie. Die Mannschaft, die zuerst zwei Siege erringen konnte, wurde Basketball-Ozeanienmeister 1971.

## Ergebnisse
|                                        |  | Australien | 91 – 56 | Neuseeland |  |
| Punkte pro Halbzeit: 51 : 33, 40 : 23. |  |            |         |            |  |
|                                        |  |            |         |            |  |
|                                        |  |            |         |            |  |

|                                        |  | Australien | 107 – 58 | Neuseeland |  |
| Punkte pro Halbzeit: 48 : 30, 59 : 28. |  |            |          |            |  |
|                                        |  |            |          |            |  |
|                                        |  |            |          |            |  |

|                                        |  | Australien | 117 – 72 | Neuseeland |  |
| Punkte pro Halbzeit: 44 : 37, 73 : 35. |  |            |          |            |  |
|                                        |  |            |          |            |  |
|                                        |  |            |          |            |  |

| Australien          |
| Meister Australien  |
| Erste Meisterschaft |

## Abschlussplatzierung
| Rang | Mannschaft |
| ---- | ---------- |
| 1    | Australien |
| 2    | Neuseeland |

Australien qualifizierte sich durch den 3:0-Erfolg für die Olympischen Sommerspiele 1972 in München, Deutschland.